# Proteostrenia lachrymosa
Proteostrenia lachrymosa là một loài bướm đêm trong họ Geometridae.